# Kampf der Kulturen
Kampf der Kulturen ist ein politikwissenschaftliches Buch von Samuel P. Huntington, das den Untertitel Die Neugestaltung der Weltpolitik im 21. Jahrhundert hat. Das amerikanische Original erschien 1996 als The Clash of Civilizations (deutsch wörtlich „Zusammenprall der Zivilisationen“) und war die Erweiterung eines gleichnamigen Artikels (der aber mit einem Fragezeichen versehen war), den Huntington 1993 in der Zeitschrift Foreign Affairs veröffentlicht hatte. Das Buch enthält die Hypothese, dass es im 21. Jahrhundert zu Konflikten zwischen verschiedenen Kulturräumen, insbesondere der westlichen Zivilisation mit dem chinesischen und dem islamischen Kulturraum kommen könnte. Das Buch wurde vielfach aufgelegt und übersetzt, führte zu kontroversen Diskussionen und wurde von Politikwissenschaftlern von Beginn an heftig kritisiert.

## Kernaussagen
Nach dem Ende des Ost-West-Konfliktes sei die Weltpolitik multipolar und multikulturell geworden; nicht mehr Ideologien, sondern Kulturen bestimmten die Weltordnung. Der Westen müsse, um neue weltweite Konflikte zu vermeiden, auch andere kulturelle Wertvorstellungen berücksichtigen. Es sei ein Irrtum, Modernisierung mit westlicher Kultur oder Verwestlichung gleichzusetzen. Die Werte des Westens würden in anderen Kulturkreisen nicht als universelle Werte anerkannt; siehe auch Menschenrechte. Im Buch heißt es dazu: „Der Westen eroberte die Welt nicht durch die Überlegenheit seiner Ideen oder Werte oder seiner Religion (zu der sich nur wenige Angehörige anderer Kulturen bekehren ließen), sondern vielmehr durch seine Überlegenheit bei der Anwendung von organisierter Gewalt. Oftmals vergessen Westler diese Tatsache; Nichtwestler vergessen sie niemals.“
Huntington prognostizierte, die Macht des Westens werde „verblassen“ und nichtwestliche Kulturen würden im Rahmen einer Indigenisierung wieder aufleben: Der Westen werde bis in die ersten Jahrzehnte des 21. Jahrhunderts hinein der mächtigste Kulturkreis bleiben und danach auf einzelnen Gebieten wie Wissenschaft und Forschung sowie technologischer Entwicklung eine führende Rolle haben. Die Kontrolle über andere Macht-Ressourcen werde jedoch zunehmend auf die Kernstaaten nichtwestlicher Kulturkreise übergehen.

### Kulturräume und ihre Kernstaaten

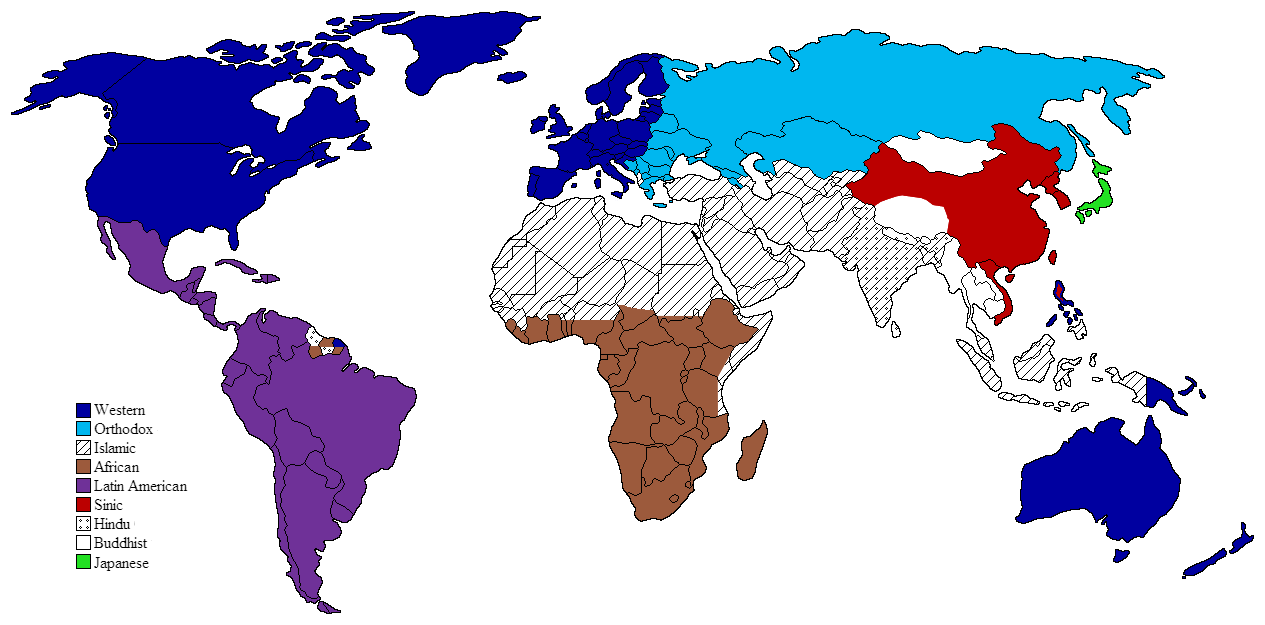
Huntingtons Einteilung der Welt in Kulturräume

Nach einer Erörterung der Darstellung von Kulturkreisen bzw. Zivilisationen in früheren wissenschaftlichen Theorien, etwa bei Arnold J. Toynbee, Oswald Spengler (Der Untergang des Abendlandes) oder Fernand Braudel, nennt Huntington die großen zeitgenössischen Kulturkreise, die meist von einem Kernstaat dominiert werden.
- Sinisch – Kernstaat China
- Japanisch – Kernstaat und einziger Staat Japan
- Hinduistisch – Kernstaat Indien
- Islamisch – kein Kernstaat
- Orthodox – Kernstaat Russland[9]
- Westlich – Kernstaaten USA und in Europa Frankreich, Deutschland, Italien, Vereinigtes Königreich; siehe auch Abendland
- Lateinamerikanisch – Existenz als einheitlicher Kulturraum nicht eindeutig, kein Kernstaat[10]
- Afrikanisch – Existenz als einheitlicher Kulturraum nicht eindeutig, Äthiopien bildet einen eigenen Kulturraum, nordafrikanische Staaten gehören zum islamischen Kulturkreis. Huntington hält es für denkbar, dass das subsaharische Afrika zu einer Kultur zusammenwächst, potentieller Kernstaat Südafrika.[11]

### Konflikte zwischen Kulturkreisen
Bruchlinienkonflikte sind laut Huntington solche zwischen Gemeinschaften, Staaten oder Gruppen, die unterschiedlichen Kulturkreisen angehören. Aus ihnen können sich Bruchlinienkriege entwickeln, die manchmal auch innerhalb eines Staates ausgetragen werden. In Bruchlinienkonflikten bekommen die Primärbeteiligten Unterstützung von ihren kulturellen Verwandten, was bei Eskalation zu Kernstaatenkriegen führen könne. Diese Gefahr schaffe bei den Kernstaaten unterschiedlicher Kulturkreise den Anreiz, Bruchlinienkonflikte einzudämmen und zu lösen.
Kernstaatenkriege könnten aber auch unabhängig von Bruchlinienkriegen aus Veränderungen des weltweiten Machtgleichgewichts zwischen den Kulturkreisen resultieren. Der friedliche Übergang von der Pax Britannica zur Pax Americana war nach Huntingtons Meinung der engen kulturellen Verwandtschaft beider Gesellschaften zu verdanken. Das Fehlen solch kultureller Verwandtschaft zwischen dem Westen und China mache einen bewaffneten Konflikt zwar nicht zur Gewissheit, doch wahrscheinlicher.

## Kritik
Das Buch wurde seit seinem Erscheinen wissenschaftlich massiv kritisiert, es enthalte eine grob vereinfachende Weltformel, deren Einprägsamkeit auf schwammigen Begriffen basiere und deren Anwendung auf konkrete Fälle voller Widersprüche sei. Neben der allgemeinen Kritik am wissenschaftlichen Niveau der Ausführungen richten sich Bedenken vor allem gegen seine Einteilung der Kulturkreise. Die Kriterien der Einteilung seien heterogen, sie orientierten sich im einen Fall an der Religion, im anderen an den nationalen Grenzen. Ihre Anwendung betreffe in vielen Fällen eher klassische Machtkonflikte um politische und territoriale Kontrolle. Damit sei die Behauptung einer zentralen kulturellen Dimension der Konflikte unbelegt.
Der Religionssoziologe Martin Riesebrodt (1948 bis 2014) zog Parallelen zwischen Huntingtons „Kampf der Kulturen“ und der Ideologie des religiösen Fundamentalismus. Huntingtons Theorie, die Zivilisationen beruhten auf einem letztlich prägenden „unveränderlichen, überhistorischen, übergesellschaftlichen Kern“, stellte für Riesebrodt eine „Pseudo-Verwissenschaftlichung der fundamentalistischen Ideologie“ dar. Außerdem attestierte er Huntington einen undifferenzierten, ahistorischen, essentialistischen Zivilisations- und Religionsbegriff. Riesebrodt bezeichnete Huntingtons Werk als ein „in seiner Simplizität und Tendenz gefährliches außen- und sicherheitspolitisches Handbuch für amerikanische Präsidenten“.
Auch der Politikwissenschaftler Jan Helmig beklagt Huntingtons simple Abgrenzungs- und Trennungsrhetorik: „Der Kampf der Kulturen stellt ein prominentes Beispiel dar, angesichts wachsender Unübersichtlichkeit und Unsicherheit im Zeitalter der Postmoderne vertraute Denkmuster zu retten und auf ein territoriales Raster zu projizieren.“

## Ausgaben
- Samuel P. Huntington: The Clash of Civilizations and the Remaking of World Order. Simon & Schuster, New York 1996, ISBN 0-684-81164-2 (englisch).
- Samuel P. Huntington: The Clash of Civilizations and the Remaking of World Order. Simon & Schuster, New York 2011, ISBN 978-1-4516-2716-9 (englisch).

### In deutscher Übersetzung (Auswahl)
- Samuel P. Huntington: Kampf der Kulturen. Die Neugestaltung der Weltpolitik im 21. Jahrhundert. Europa-Verlag, München, Wien 1996, ISBN 3-203-78001-1.
- Samuel P. Huntington: Kampf der Kulturen. Die Neugestaltung der Weltpolitik im 21. Jahrhundert. Siedler bei Goldmann, München 1998, ISBN 3-442-75506-9.
- Samuel P. Huntington: Kampf der Kulturen. Die Neugestaltung der Weltpolitik im 21. Jahrhundert. Spiegel-Verlag, Hamburg 2006, ISBN 978-3-87763-011-2.